# 小国町立小国小学校 (熊本県)
小国町立南小国小学校 (おぐにちょうりつ おぐにしょうがっこう) は熊本県阿蘇郡小国町宮原にある公立の小学校。

## 概要
歴史
2009年（平成21年）に下記の小国町立小学校6校を統合の上、創立。2024年（令和6年）に統合15周年を迎えた。
- 小国町立宮原小学校
- 小国町立蓬萊小学校
- 小国町立万成小学校
- 小国町立下城小学校
- 小国町立北里小学校
- 小国町立西里小学校

校地
旧・小国町立宮原小学校のものを継承している。
校章
中央に校名の頭文字である「小」の文字を配している。
校歌
通学区域
小国町全域。中学校区は小国町立小国中学校。
小中一貫教育
2009年（平成21年）4月より小国町立小国中学校との間で、小中一貫教育を行っている。

## 沿革
- 2009年（平成21年）
  - 4月1日 - 小国町立小学校6校を統合の上、「小国町立小国小学校」（現校名）が開校。小国中学校との小中一貫教育を開始。
  - 4月8日 - 開校式を挙行。スクールバス8台の運行を開始。
- 2010年（平成22年）
  - 2月 - 校舎（旧・宮原小学校）の耐震補強および大規模改修工事が完了。中学校校舎との間に連絡橋が完成。
  - 10月 - 太陽光発電設備が完成。
- 2015年（平成27年）
  - 5月 - 小国中学校と合同運動会を開催。
  - 11月 - 給食センター建築ならびにプール建て替え工事が完了。

## 交通アクセス
最寄りのバス停留所
- 九州産交バス 「宮の下（小国）」停留所

最寄りの幹線道路
- 国道212号

## 周辺
小国町の中心部に位置している。
- 小国町役場
- 小国公立病院
- 小国町立小国中学校
- 熊本県立小国高等学校
- 熊本県立小国支援学校
- 小国町立北里保育園
- 小国警察署
- 阿蘇広域行政事務組合消防本部 北部分署
- 小国郵便局
- 熊本銀行小国支店
- 肥後銀行小国支店
- 小国町森林組合
- 城山大神宮
- 杖立川
- 志賀瀬川